# Junkers Ju 89
Lo Junkers Ju 89 fu un bombardiere pesante quadrimotore ad ala bassa ed impennaggio bideriva sviluppato dall'azienda aeronautica tedesca Junkers Flugzeug- und Motorenwerke AG nei tardi anni trenta e rimasto alla fase di prototipo.
Destinato ad equipaggiare i reparti alla Luftwaffe venne costruito in soli due esemplari dopodiché la sua produzione fu abbandonata, recuperando però alcune parti del suo progetto per la realizzazione di altri velivoli Junkers.

## Storia del progetto
Nel 1933, all'inizio della costituzione della Luftwaffe, l'allora comandante generale Walther Wever era un convinto sostenitore dell'importanza strategica che il bombardamento aereo poteva avere in un futuro conflitto. In relazione alla pianificazione del "programma Ural Bomber" richiese ai due principali costruttori di aerei tedeschi, la Dornier-Werke GmbH e la Junkers, di concepire un bombardiere a lungo raggio.
Le specifiche emesse dal Technisches Amt, divisione tecnica del Reichsluftfahrtministerium (RLM), il ministero che nella Germania hitleriana sovraintendeva l'intera aviazione tedesca, si concretizzarono nella realizzazione dei progetti del Dornier Do 19 e dello Ju 89, quest'ultimo curato dall'ingegnere Ernst Zindel, quindi dopo una valutazione preliminare, nel 1935 richiese alle due aziende la costruzione di tre prototipi da avviare a prove comparative al fine di valutarne le potenzialità in ambito operativo.
Zindel disegnò un grande velivolo quadrimotore caratterizzato dalla fusoliera che integrava la cabina di pilotaggio rialzata e, sul naso, una postazione vetrata, terminava in un impennaggio a doppia deriva, e dalla grande ala monoplana posizionata bassa ed a pianta triangolare.
Inviati per le valutazioni, lo Ju 89 ed il suo concorrente si rivelarono all'altezza delle specifiche richieste ma il loro sviluppo risentì di un cambiamento di programma all'interno della Luftwaffe (Wehrmacht).
Wever rimase ucciso in un incidente aereo nel 1936 ed il suo successore, Hermann Göring, non riconobbe l'importanza militare di questo tipo di velivolo, sottolineando al contrario la necessità di dotarsi di bombardieri tattici a supporto delle operazioni dell'esercito.
Mentre queste scelte si erano rivelate efficaci nella prima parte del secondo conflitto mondiale grazie alla tattica del Blitzkrieg, la guerra lampo, la mancanza di capacità strategiche dei bombardieri in dotazione ostacolò gravemente la Luftwaffe nella battaglia d'Inghilterra.
L'evolversi del conflitto confermarono pienamente le intuizioni di Wever, abbracciate dalle forze aeree alleate, circa l'importanza del ruolo di questi velivoli nelle strategie di combattimento, mentre la Germania nazista non ebbe mai la possibilità di recuperare terreno in questo campo.

## Versioni

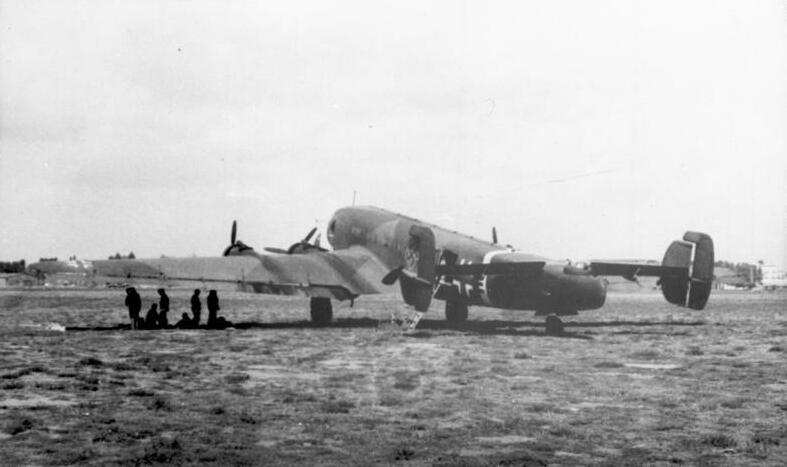
Lo Ju 89 V2.

Il primo prototipo costruito, denominato Ju 89 V1 (D-AFIT, W. Nr. 4911), volò per la prima volta l'11 aprile 1937 pilotato dal capitano Peter Hesselbach. Appena due settimane e mezzo più tardi però, il 29 aprile, l'RLM cancellò il programma di sviluppo dei bombardieri strategici. La Junkers tuttavia finì la costruzione anche di un secondo prototipo il luglio successivo, lo Ju 89 V2 (D-ALAT, W. Nr. 4912), continuando i collaudi in volo per ricavare ulteriori informazioni sul controllo di velivoli dalle grandi dimensioni.
Nel corso di queste prove lo Ju 89 riuscì a battere due record, il primo raggiungendo 9 312 m con carico di 5 000 kg ed il secondo raggiungendo 7 242 m con carico di 10 000 kg. Entrambi i velivoli sono stati successivamente impiegati nella Luftwaffe come aerei da trasporto pesante.
Durante le prove di volo dello Ju 89, la DLH si dichiarò interessata ad un aereo di linea sviluppato da questo modello. La Junkers convertì a questo scopo il terzo prototipo non ancora completato ridesignandolo come Junkers Ju 90.
Entrambi i prototipi militari sembrano essere stati demoliti entro la fine del 1939 ma alcune fonti sostengono che erano ancora in uso l'anno successivo in Norvegia.

## Utilizzatori
Germania
- Luftwaffe